# Histoire d'Aston Villa FC depuis 1961

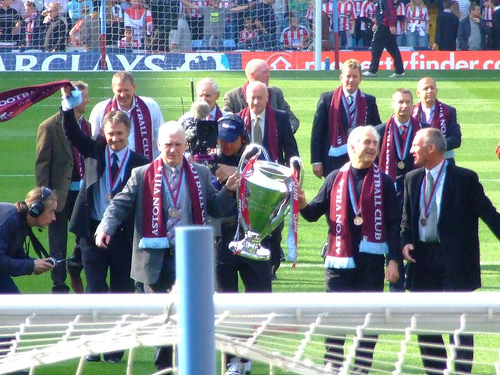
Les joueurs de l'équipe vainqueur de la Coupe d'Europe de 1982, au Villa Park pendant les célébrations du 25e anniversaire de cette victoire.

Graphique montrant la progression d'Aston Villa par le Système anglaise de football à partir de la saison inaugurale de 1888-1889 jusqu'à aujourd'hui.

L'histoire d'Aston Villa FC de 1961 à aujourd'hui couvre les périodes fructueuses du club pendant les années 1960 et 1970, la victoire en Coupe d'Europe en 1982, et la saison en cours de l'équipe en Premier League.
La fin des années 1960 est une période difficile pour le club et la pression des fans conduit au changement du propriétaire et de l'entraîneur de l'équipe. Les problèmes ont commencé lorsque le club est relégué du première division pour la troisième fois, sous les commandes de Dick Taylor en 1967. En deux ans, la pression des supporters aboutit à la démission du conseil d'administration. Le club est ensuite relégué en troisième division. Pendant la saison 1971-1972, Aston Villa retourne en deuxième division et y gagne le championnat avec un record de 70 points. En 1974, Ron Saunders est nommé entraîneur et en 1975, il reconduit le club en première division et se qualifie pour le championnat Européen,. Villa se retrouve alors en tête d'affiche sous les commandes de Saunders et continue à avoir beaucoup de succès jusqu'à remporter la ligue lors de la saison 1980–1981. Il démissionne toutefois à la mi-saison, à la surprise générale, alors que le club est en quart de finale de la Coupe d'Europe. Il est remplacé par son assistant Tony Barton qui les mène à une victoire 1 à 0 contre le Bayern de Munich en Finale de la coupe d'Europe à Rotterdam. Paradoxalement, le fait d'avoir gagné cette coupe n'a fait que diminuer de façon constante les performances du club, sans doute à cause de la pression constante de la part des fans, et Villa s'est retrouvé en bas du classement de la Ligue au cours des cinq prochaines saisons jusqu'à une énième relégation en 1987. Cependant, le club est promu en première division l'année suivante et atteint la deuxième place dans la Ligue en 1989.
Aston Villa est l'un des clubs fondateurs du Premier League en 1992, et finit deuxième place contre Manchester United lors de la saison inaugurale. Les années 1990 ont été une décennie dépourvu de cohérence pour le club, ayant eu trois entraîneurs différents et un système de jeu instable, malgré deux Coupes de la Ligue gagnés. En 2000, ils atteignent la finale du FA Cup pour la première fois depuis 1957, mais perd sur un score de 1 à 0 contre Chelsea. C'était le dernier match joué dans l'ancien Stade de Wembley. Une fois encore, Villa enchaine les changements d'entraîneurs et en été 2006, David O'Leary quitte le club. Martin O'Neill le remplace alors et reçoit un accueil enthousiaste. Après 23 ans en tant que président et principal actionnaire du club, détenant environ 38 %, Doug Ellis décide de vendre ses parts à Randy Lerner, le propriétaire de la franchise NFL Cleveland Browns. L'arrivée d'un nouveau propriétaire et la gestion d'un nouvel entraîneur marque le début d'un changements radical dans le club, avec notamment un partenariat avec un nouvel équipementier et l'achat de nouveaux joueurs à l'été 2007,. Après plusieurs années de médiocres performances et malgré quelques coupes, Aston Villa est relégué à la fin de la saison 2015-2016.

## Instabilités
La Coupe de la Ligue gagnée en 1961 a été un summum pour le club. Bien que Villa ait terminé septième lors du saison 1961–1962, la saison suivante a vu le début d'un déclin de leur performance, finissant à la 15e place en 1963 et parmi les quatre derniers en 1964. L'entraîneur Joe Mercer quitte le club en juillet 1964, en raison de ces mauvais résultats mais aussi à cause des problèmes de santé de l'entraîneur. Son successeur, Dick Taylor, reussit à éviter la relégation pendant la saison 1964–1965, Villa finit alors au 16e place après un mauvais début de saison. La saison suivante, Villa termine encore 16e . À la suite d'une défaite 4 à 2 en dernière journée face à Everton, le club est relégué en deuxième division pour la saison 1966–1967. Dick Taylor est alors viré et Tommy Cummings est nommé à sa place. Le déclin du club n'a pas été seulement du faute de l'entraîneur, Aston ayant à son bord cinq joueurs jugés « trop vieux pour s'adapter à la réalité d'une nouvelle ère du football. » Le club n'avait ni développé un réseau de dénicheurs de talents, ni une structure efficace de coaching. Le conseil d'administration avait également vendu deux de ses meilleurs joueurs, Phil Woosnam et Tony Hateley. Les fans appellent alors pour la démission du conseil après que Villa ait terminé 16e en deuxième division en 1968. La situation ne s'améliore pas et Cummings est viré après que le club ait terminé dernier du 2e division. Le 21 novembre 1968, les problèmes au sein de l'administration sont mis au grand jour lorsqu'un membre du conseil, George Robinson, dépose sa démission. Aston Villa FC est alors à vendre. Après beaucoup de spéculations, le club est acheté par le financier Londonien Pat Matthews, qui a embauché l'agent de voyage Doug Ellis en tant que président du nouveau conseil d'administration qui s'est tenue le 16 décembre 1968. Deux jours plus tard, Tommy Docherty est engagé comme entraîneur.

## Restructuration du club
Docherty instaure la confiance au sein de l'équipe et Villa remporte cinq matchs consécutifs en conservant sa place dans la deuxième division. Durant la courte période ou Docherty a été entraîneur du club, la fréquentation a augmenté considérablement. À l'été 1969, la première émission d'actions atteint 200 000 £ depuis 1896, et 140 000 £ sont dépensés pour l'achat de nouveaux joueurs. Lors de la saison suivante cependant, Villa fait dix matchs avant d'inscrire une victoire. À Noël, en 1969, le club se retrouve en bas du classement de la deuxième division et Docherty est licencié. Son successeur, Vic Crowe, a été incapable d'empêcher la relégation en troisième division pour la première fois dans l'histoire du club, pendant la saison 1969-1970. Bien que finissant quatrième à la troisième division pendant la saison 1970–1971, Villa atteint la finale de la Coupe de la Ligue après avoir battu Manchester United en demi-finale. Ils perdent la finale contre Tottenham Hotspur sur un score de 2 à 0. La saison 1971–1972 marque le retour du club en deuxième division en tant que champion avec un record de 70 points. Ils sont alors invités à prendre part à la Fa Charity Shield mais perdent 1 à 0 face à Manchester City. À l'automne 1972, une révolte éclate au sein du conseil et quatre des cinq administrateurs votent pour licencier Doug Ellis. Pourtant, en 43 jours, ce dernier est reconduit à son poste de président après avoir reçu le soutien de l'actionnaire majoritaire Pat Matthews et de l'assemblée générale extraordinaire qui a voté pour remplacer les administrateurs existants. La saison suivante, Villa termine 14e et Ellis licencie Crowe, le remplaçant par Ron Saunders.
Pour la centième saison du club en 1974–1975, Saunders n'engage que deux nouveaux joueurs, Frank Carrodus et Leighton Phillips. À la fin de cette saison, Villa est de retour en première division après avoir terminé deuxième, et gagne la finale de la Coupe de la Ligue 1975 au Stade de Wembley. Villa bat Norwich City 1 à 0 avec un but victorieux de Rayon Graydon. Au début de la saison 1975–1976, Doug Ellis quitte son poste de président, mais demeure néanmoins dans le conseil d'administration. Il quitte le siège de président avec une bonne situation pour le club ; ils sont en Première Division et en Coupe de l'UEFA pour la première fois après la victoire en Coupe de la Ligue en 1975. La première saison de Villa dans le championnat Européen est de courte durée, étant battu 5 à 1 par Anvers durant le premier tour. Lors de la saison suivante, Villa termine quatrième de la Ligue et atteint les quarts de finale de la FA Cup. Durant la saison 1976–1977, deux ans après leur dernière Coupe de la Ligue remportée, ils battent Everton 3 à 2 en 1977 en Finale.

## Succès en championnats Européens

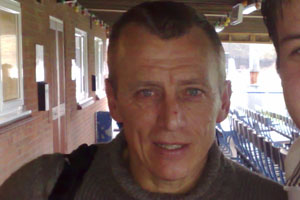
Tony Morley, l'un des membres de l'équipe de Villa ayant remporté le championnat en première Division lors de la saison 1980–1981.

Pendant la saison 1977-1978, Villa atteint les quarts de finale de la Coupe de l'UEFA où ils sont sortis 4 à 3 par le Fc Barcelone. Dans la ligue Anglaise, cependant, ils ont bien lutté et Saunders commence une reconstruction de l'équipe durant l'été 1979, pendant que Doug Ellis quant à lui décide de remplacer plusieurs membres du conseil d'administration. Cette résolution s'avérant être un échec, Ellis est forcé de démissionner du conseil d'administration. Pendant ce temps, Saunders met en place plusieurs nouveaux joueurs qui deviendront l'un des pions clés dans sa nouvelle vision prolifiques en termes de buts et d'apparence. Allan Evans, Ken McNaught et Kenny Swain sont affectés dans le poste de défenseur et Des Bremner au poste du milieu de terrain pour jouer aux côtés de Dennis Mortimer et Gordon Cowans. Lorsque Peter Withe signe à Aston à partir de l'été 1980, Saunders était en train de bâtir une équipe qui aura beaucoup de succès lors des prochaines années.
Le premier succès vient pendant la saison 1980-1981 quand Villa remporte son premier Championnat de la Ligue en 71 ans, luttant contre Liverpool et Ipswich Town avec seulement 14 joueurs pendant l'ensemble de la saison. Le titre est scellé lors de la dernière journée de la saison quand ils perdent 2 à 0 face à Arsenal, mais reste néanmoins en haut du tableau, puisque Ipswich Town, la seule équipe encore en lice pour le titre, perd à Middlesbrough. Ce triomphe est populairement connu comme le transistor championship, car les fans de Villa avaient écouté la progression du match d'Ipswich sur leur transistor audio.
La saison suivante, Villa ne démarre pas bien et ils sont en milieu de tableau à mi-saison, bien que le club est encore en Coupe d'Europe. Durant le premier tour, Villa bat Valur 7 à 0. Dans le second tour, ils perdent deux fois contre le Dynamo Berlin pour un nul 2–2 , qui les qualifie malgré tout, à cause de la règle des buts. Ces victoires sont en contraste avec leur piètre performance dans la ligue Anglaise. En février 1982, le club essuie une terrible 19e place en Première Division, ce qui força Saunders a démissionner. Il est révélé plus tard que le président du club de l'époque, Ron Bendall, lui a offert un contrat révisé, à court terme, qu'il a toutefois refusé. Son assistant Tony Barton est promu à sa place. Quand Barton prit les commandes, ils réussissent à atteindre les quarts de finale de la Coupe d'Europe et battent le Dynamo Kiev sur les deux matchs de la série, alors que le club était dans une mauvaise position en ligue. Gordon Cowans affirme que « une fois que nous avons passé le Dynamo Kiev, nous avons commencé à penser que nous pourrions réussir tout le parcours. » En demi-finale, ils jouent contre Anderlecht avec un but de Tony Morley, assurant à Aston Villa une place en finale.

## Déclin
Le 26 mai 1982, seulement trois mois après avoir été nommé entraîneur, Barton mène Villa sur une victoire 1 à 0 contre le Bayern Munich en Finale de coupe d'Europe à Rotterdam. En janvier 2008, Villa reste l'un des cinq club Anglais à avoir remporté la Coupe d'Europe, avec Chelsea, Liverpool, Manchester United et Nottingham Forest. Villa est pourtant considéré comme un outsider lors de cette finale.
La finale se déroule au Stade de Feyenoord de Rotterdam, avec une affluence de 39,776 spectateurs. Après seulement neuf minutes de jeu, Villa perd son gardien de but Jimmy Rimmer à cause d'une blessure à l'épaule. Il est remplacé par le gardien de réserve Nigel Spink, âgé de 23 ans et qui n'a joué qu'un seul match avec le club en cinq ans. Spink réalise néanmoins une de ses meilleures performances pour le clubcontre les très expérimentés attaquants du Bayern, comme Karl-Heinz Rummenigge. Les autres joueurs clés de ce match sont Tony Morley, Gordon Cowans et Dennis Mortimer.
Cette victoire n'a pas été suivie par d'autres succès et l'équipe enchaine les défaites lors des saisons suivantes. À l'AGA, en octobre 1982, il est révélé que le club est endetté à hauteur d'1,6 million £, principalement en raison de la hausse du salaire des joueurs et des coûts de renovation de la tribune Nord. Fin novembre, Ron et Donald Bendall démissionnent du conseil d'administration et sont remplacés par Doug Ellis, qui achete les 42 % de parts d'actions de Ron Bendall. En janvier 1983, Villa bat le FC Barcelone 3 à 1 et remporte la Super Coupe de l'UEFA de 1982. Barton reste au club pour deux saisons supplémentaires après ce triomphe en Coupe d'Europe, mais il est viré vers la fin de la saison 1983–1984 malgré une dixième place en Première Division et un ticket pour les demi-finales de la Coupe de la Ligue. L'entraîneur de Shrewsbury Town, Graham Turner, est désigné comme son successeur. Ce dernier n'a pas pu inverser la tendance, et en 1986, Villa évite de justesse une énième relégation en Deuxième Division. Le début de la saison suivante est infructueux et Turner est licencié en mi-septembre. Billy McNeill est embauché à sa place, mais est incapable de sauver Villa de la relégation. Ils se retrouvent alors en Deuxième Division, juste cinq ans après avoir remporté la Coupe d'Europe. McNeill déménage à son tour chez les Celtic à la fin de la saison. Le Président Ellis persuade alors l'entraineur de Watford, Graham Taylor, à prendre les rênes et reconstruire l'équipe.

## Taylor, Vengloš et Atkinson

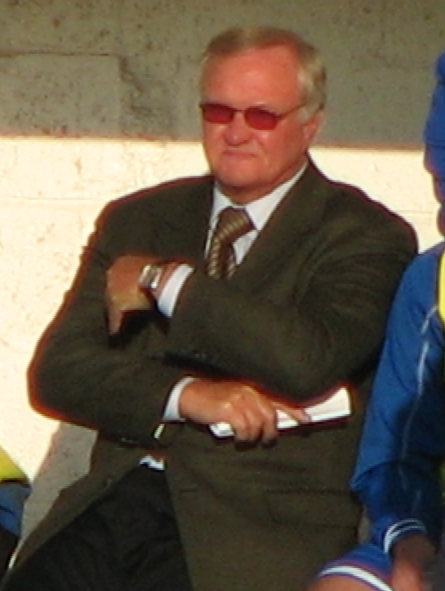
Ron Atkinson, qui a emmené Villa à la deuxième place en Première Division lors de sa première saison avec le club.

La première saison de Taylor chez Villa se termine avec une promotion automatique en Deuxième Division. L'un des joueurs qui ont contribué à ce succès est David Platt, un ancien joueur de réserve de Manchester United qui a signé chez Crewe Alexandra pour 200 000 £ , juste après l'arrivée de Taylor. Quand il quitte le club en 1991, Platt a à son actif 68 buts lors de ses 155 matchs avec le club. Villa évite la relégation a la dernière journée de la saison 1988–1989, les autres résultats leurs ayant été bénéfiques. Durant la saison 1989–1990, ils sont prétendants surprise pour le titre, menant le classement pendant trois semaines dans les dernières étapes de la saison, avant de terminer à la deuxième place, à neuf points de retard derrière Liverpool. Taylor quitte alors l'Angleterre et est remplacé par l'entraîneur slovaque Jozef Vengloš, premier entraîneur étranger en Première Division Anglaise.
La saison 1990-1991 a été la seule que Vengloš passe à Aston Villa en tant qu'entraîneur. Leur deuxième place au classement de la saison précédente leur permet cependant une qualification pour la Coupe de l'UEFA en tant que premier club anglais à entrer en compétition Européenne après que l'interdiction résultant de la Catastrophe du stade du Heysel a été levée. Ils battent au premier tour le Baník Ostrava sur les deux matchs, et remportent le premier match de la deuxième tour contre l'Inter de Milan. Toutefois, ils sont éliminés par l'Inter de Milan lors du match retour sur un score de 3 à 0. Cette défaite a été la prélude d'un nouveau déclin du club, et à la fin de la saison, ils sont à deux places au-dessus de la zone de relégation. Vengloš démissionne et David Platt est vendu au club italien du Bari pour 5 millions £ . Villa engage alors un nouvel entraîneur en la personne de Ron Atkinson, qui avait emmené les West Bromwich Albion en quart de finale de la Coupe de l'UEFA et a remporté la Coupe de la Ligue avec Sheffield wednesday. Lors de sa première saison à Aston, en 1991–1992, le club termine sixième place et devient ainsi l'un des clubs fondateurs de la FA Premier League.

## Premier League

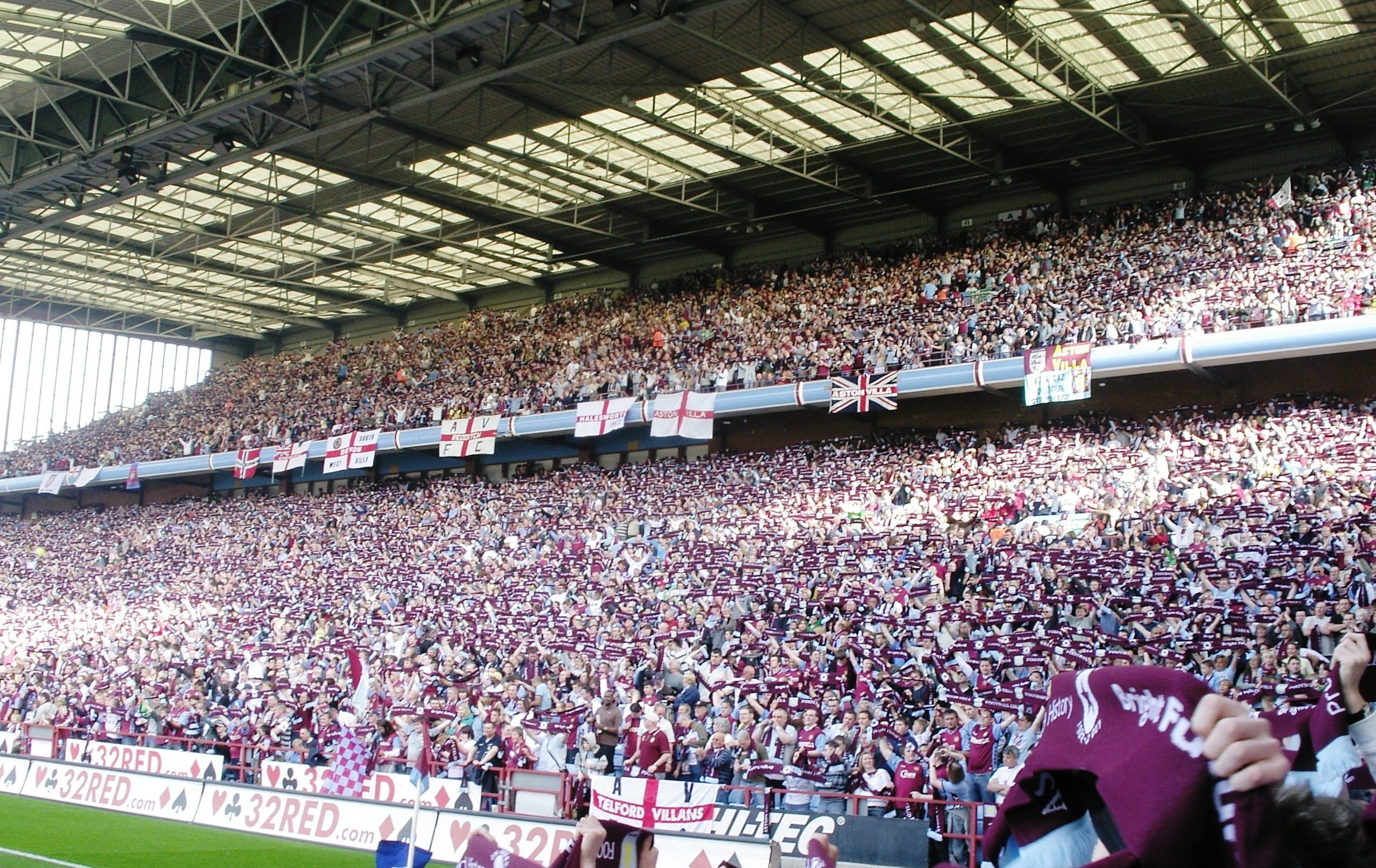
Le Holte-End a été renové en 1994.

Pendant ses 18 premiers mois à la tête du club, Atkinson achete les joueurs Earl Barrett, Dean Saunders, Andy Townsend, Dalian Atkinson, Kevin Richardson, Ray Houghton et Shaun Teale. Ils contribuent tous à ce que le club obtienne un ticket en finale contre Manchester United lors de la saison inaugurale du Premier League en 1992–1993. La grève de partenariat de Saunders et Atkinson est considérée comme l'un des plus grands succès de partenariats dans le Premier League. Le 27 mars 1994, Villa remporte la finale de la Coupe de la league sur un score de 3 à 1, assurant ainsi une place en Coupe de l'UEFA, bien qu'ils finissent 10e en Premier League. À la fin de la saison 1993–1994, ils jouent leur dernier match sur la Villa Parc avant la rénovation du stade conformément au Rapport Taylor. En novembre 1994, Atkinson est congédié à la suite d'un mauvais début de saison.
L'entraîneur de Leicester City Brian Little a été interdit de négocier avec Aston Villa par leur conseil d'administration, après que des rumeurs ont commencé à circuler, affirmant qu'Ellis a voulu l'embaucher. Bien que niant avoir eu des négociations avec Ellis sur la possibilité de rejoindre Villa, Little démissionne de son poste à Leicester, alors qu'il est encore sous contrat avec le club jusqu'à la fin de la saison 1997-1998. Trois jours après sa démission, Ellis l'embauche comme nouvel entraîneur de Villa. Little maintient Villa en premier League, puis recompose l'équipe en 1995 en vendant les « vieux » joueurs et en engageant des jeunes recrues. Villa remporte la Coupe de la Ligue 1996 contre les Leeds United, atteint la demi-finale du FA Cup et termine quatrième lors de la saison 1995-1996 de la premier League. En février 1998, alors que Villa se trouve en 15e position en league, Little démissionne, affirmant qu' « Il y avait certaines choses qui se passent en coulisse et qui apportent des conséquences sur mon propre poste d'entraîneur. » Ellis le contredit en affirmant que cette démission n'avait rien à voir avec ce qui se passe en conseil d'administration, mais plutôt a cause de la pression subi par Little et sa famille du fait des réactions de fans mécontents de ses résultats.

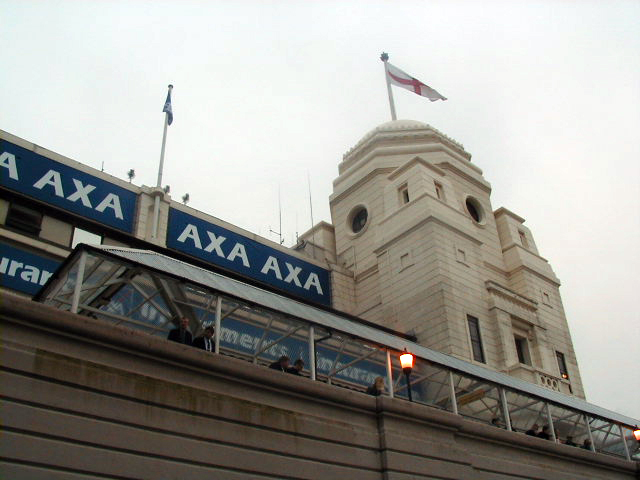
Aston Villa face à Chelsea dans la dernière Finale de la FA Cup se déroulant à l'ancien Stade de Wembley.

Ellis désigne par la suite John Gregory, un ancien entraîneur d'Aston Villa, pour succéder à Little. Gregory redynamise l'équipe et Villa termine septième en Premiership puis se qualifie pour la Coupe de l'UEFA. Généralement, seules les six premières équipes qualifiées en championnat local peuvent accéder à la compétition Européenne, mais en raison de l'avancement des autres équipes dans le top 7, un septième club est automatiquement qualifiée pour la Coupe de l'UEFA. Malgré la vente en août 1998 à Manchester United pour 12,6 millions £ de Dwight Yorke, un joueur qui a marqué 97 buts en 287 apparitions pour le club, John Gregory réussit à emmener Aston Villa au sommet de la premier League à la mi-saison 1998-1999. Le club atteint la finale de la FA Cup en 2000 pour la première fois depuis 1957, mais perd 1 à 0 contre Chelsea en finale, dans l'ancien Stade de Wembley. Villa termine huitième pendant la saison 2000-2001 en premier League, et finit par se qualifier pour la Coupe de l'UEFA en remportant la Coupe Intertoto à l'été 2001. En novembre 2001, Gregory accuse Ellis de « vivre dans le passé », il est toutefois forcé de s'excuser quelques jours plus tard, après avoir provoqué des réactions tumultueuses. Grégoire reste en tant qu'entraîneur mais la relation entre lui et Ellis est extrêmement tendue. Gregory démissionne finalement le 24 janvier 2002, alors que Villa se trouve au milieu du tableau de classement de la ligue.
En janvier 2002, le président Doug Ellis sollicite une nouvelle fois Graham Taylor au poste d'entraîneur. Villa finit la saison 2001–2002 à la huitième place et Taylor démissionne alors pour la deuxième fois après la fin de la saison 2002-2003. Villa termine 16e du Championnat, perdant deux fois face à Birmingham. David O'Leary, qui a emmené Leeds United en demi-finale de la Ligue des champions 2000-2001, remplace Taylor. O'Leary emmène l'équipe en sixième place du tableau, avec une défaite 2 à 0 à domicile contre Manchester United lors de la dernière journée, manquant de justesse le ticket pour la Coupe de l'UEFA. Pendant la saison 2005–2006, Villa régresse lentement vers le bas du classement, terminant la saison à la 16e place. O'Leary est mal vu sur ses ingérences financiers, dépensant plus de 13 millions £ l'été précédent sur l'achat de joueurs comme Milan Baroš, Kevin Phillips et Wilfred Bouma.
La frustration au sein du club se feront ressentir lorsque, le 14 juillet 2006, un groupe de joueurs d'Aston Villa critique la parcimonie et le manque d'ambition du président dans une interview à un journal local. Le club a immédiatement considéré le reportage de « ridicule ». Pourtant, il est démontré quelques jours plus tard qu'un groupe de joueurs vétérans avait en effet encouragé ces propos, pour supporter O'Leary. La semaine suivante, David O'Leary quitte le club par consentement mutuel après trois ans de loyaux services en tant qu'entraîneur et son assistant Roy Aitken est désigné comme entraîneur intérimaire.

## Arrivée de Randy Lerner

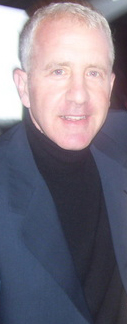
L'actuel président d'Aston Villa Randy Lerner.

Lors d'une conférence de presse le 4 août 2006, Doug Ellis présente Martin O'Neill en tant que nouvel entraîneur. O'Neill déclara :

« C'est vraiment fantastique de revenir avec un club comme celui-ci. C'est un merveilleux challenge. Je suis conscient de l'histoire de ce club. Essayer de faire revivre à cette équipe sa gloire passé semble impossible, mais pourquoi ne pas essayer ? Ça fait maintenant 25 ans que cette équipe a gagné la coupe Européenne et notre rêve et de faire revivre ça. »

— Martin O'neill, 4 Août 2006.
Après plusieurs années de spéculation et de négociations infructueuses, les 23 ans de règne de Doug Ellis en tant que président sont venus à leur terme. Étant actionnaire majoritaire, détenant environ 38 %, il décide de vendre ses parts. Pendant de nombreuses années, des groupes de supporters ont persuadé Ellis de démissionner, jusqu'à organiser des marches pour le renvoi d'Ellis,. Cette décision est due aussi au mauvais état de santé de ce dernier. Randy Lerner, le propriétaire de la franchise NFL  Browns de Cleveland, est annoncé comme acheteur de ses parts d'actions. Le 25 août, on annonce que Lerner a acheté 59,69 % des actions du club. Le 26 septembre 2006, Lerner possède 90 % des parts, et envisage de compléter son rachat du reste des actions. Il nomme plusieurs nouvelles personnes au conseil d'administration, dont le Général Charles C. Krulak. Ellis est nommé Président Émérite à vie.
Aston Villa débute bien la saison 2006–2007, avec un but de Olof Mellberg contre Arsenal sur le nouveau Emirates Stadium. L'arrivée de John Carew, Ashley Young et Shaun Maloney renforce la cohésion de l'équipe. Villa termine 11e du championnat avec 50 points, terminant la saison avec une invincibilité pendant neuf matchs en ligue. Leur dernier match à domicile de la saison, une victoire 3 à 0 contre Sheffield United, a été l'occasion pour célébrer la 25e anniversaire du sacre de Villa en Coupe d'Europe en 1982. Avant le coup d'envoi, l'équipe gagnante de 1982 a défilé avec le trophée devant un stade plein. Des foulards ou on peut lire Histoire fier-Avenir brillant ont été distribués à tous les supporters assistant au match.

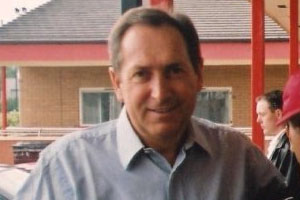
Gérard Houllier, entraîneur de la saison 2010-2011.

Villa entame une progression significative durant la saison 2007-2008, terminant sixième et se qualifiant à nouveau pour la Coupe Intertoto. Une victoire contre les danois du Odense BK sur deux matchs lors de la finale, au cours de l'été 2008, propulse Villa en compétition Européenne pour la saison 2008-2009, la première fois en sept ans. Ils atteignent la phase de groupes de la Coupe UEFA de cette saison avec une relative facilité, et jouent leur premier match contre le club néerlandais de l'Ajax au Villa Park, qu'ils remportent sur un score de 2 à 1. La première grande finale de l'époque Lerner est la finale de la Coupe de la Ligue 2010 ; Villa perd 2 à 1 face à Manchester United au Stade de Wembley. Cinq jours avant l'ouverture de la saison 2010-2011, O'Neill démissionne de sa poste d'entraîneur. L'entraîneur de l'équipe de réserve du club, Kevin MacDonald, prit le relais en tant qu'entraîneur intérimaire. Randy Lerner retourne en Angleterre, en vue de trouver des candidats potentiels pour le poste. le 8 septembre 2010, le club annonce que le Français Gérard Houllier sera le nouvel entraîneur d'Aston Villa, et le premier nommé par Lerner. le 20 avril 2011, Houllier est hospitalisé à cause d'une douleur à la poitrine. Des tests ont démontré qu'il souffre de problèmes cardiaques. Les derniers matchs de la saison sont pris en charge par l'adjoint de Houllier, Gary McAllister. Le 1er juin 2011, le club annonce que Houllier quitte son poste par consentement mutuel et qu'ils sont désormais à la recherche de leur cinquième entraîneur. Houllier est remplacé par l'ancien entraîneur de Birmingham city Alex McLeish le 17 juin 2011, malgré les protestations des fans contre cette nomination, qui est la première dans l'histoire où un entraîneur s'est vu engagé directement de Birmingham à Villa.
Le contrat de McLeish est résilié à la fin de la saison 2011-2012 après que Villa ait terminé à la 16e place juste au-dessus de la zone de relégation. le 2 juillet 2012, les dirigeants du club confirment la nomination de l'ancien entraîneur de Norwich City, Paul Lambert, pour remplacer McLeish. le 28 février 2012, le club annonce une perte nette de 53,9 millions £. Lerner met le club en vente le 12 mai 2014, avec une valeur estimée à 200 millions de livres. Lerner encore à bord, Aston Villa marque 12 buts en 25 matchs de ligue en cette saison 2014-2015, le pire résultat en Premier League de l'histoire, tout club confondu. Lambert est ensuite licencié le 11 février 2015. Il est remplacé par Tim Sherwood, qui sauve Villa de la relégation pendant la saison 2014-2015 et mène l'équipe à la Finale de la FA Cup 2015,.
Bien qu'il ait sauvé le club de la relégation la saison précédente, Sherwood est licencié de son poste d'entraîneur  le 15 octobre 2015, après une sixième année consécutive de défaite en ligue. Kevin MacDonald est ensuite désigné pour le rôle d'entraîneur intérimaire. Le 2 novembre 2015, le Français Rémi Garde accepte de devenir le nouvel entraîneur pour trois ans et demi, mais il quitte le club le 29 mars 2016 après un résultat dérisoire. Le club est finalement relégué du Premier League le 16 avril à la suite d'une défaite 2 à 1 face à Manchester United, à Old Trafford.

## Rachat par Tony Xia
En juin 2016, l'homme d'affaires Chinois Tony Xia achète le club pour 76 millions £. Roberto Di Matteo est nommé nouvel entraîneur avant le début du Championnat, mais il est licencié après 12 matchs. Il est remplacé par l'ancien entraîneur du Birmingham City Football Club, Steve Bruce.